# Alpenbijvlieg
De alpenbijvlieg (Eristalis alpina) is een vliegensoort uit de familie van de zweefvliegen (Syrphidae). De wetenschappelijke naam van de soort werd gepubliceerd in 1798 door Panzer.
De alpenbijvlieg werd in 1969 voor het laatst in Nederland waargenomen en is waarschijnlijk al geruime tijd uit Nederland verdwenen.